# Elizabeth Clare Prophet
Elizabeth Clare Prophetová (8. dubna 1939 Red Bank, New Jersey – 15. října 2009 Bozeman, Montana) byla Američanka, která vedla po svém zesnulém manželovi Marku L. Prophetovi nové náboženské hnutí Maják na vrcholu (zahrnuje Církev univerzální a vítěznou, Nakladatelství Maják na vrcholu, Summit University a Montessori International).
Publikovala více než 75 knih s učením Vznešených Mistrů.